# Мина Кумари
Ми́на Кума́ри (хинди मीना कुमारी, англ. Meena Kumari), настоящее имя — Махджаби́н Ба́но (англ. Mahjabeen Bano); 1 августа 1932, Бомбей, Британская Индия — 31 марта 1972, Бомбей, Индия) — индийская актриса

, лауреат четырёх премий Filmfare Award за лучшую женскую роль.

## Биография
Мина Кумари (настоящее имя Махджабин Бано) родилась 1 августа 1933 года в Бомбее в семье музыканта Али Бакша и танцовщицы Икбалы Бегум. У неё было две сестры.
В 1939—1972 годах Мина снялась в 99-ти фильмах. Была награждена премией Filmfare 4 раза и номинирована 8 раз. Она часто упоминается в средствах массовой информации и литературных источниках как «Королева трагедии» из-за её драматических ролей и жизни.
В 1952—1964 годах Мина была замужем за актёром и режиссёром Камалом Амрохи (1918—1993).

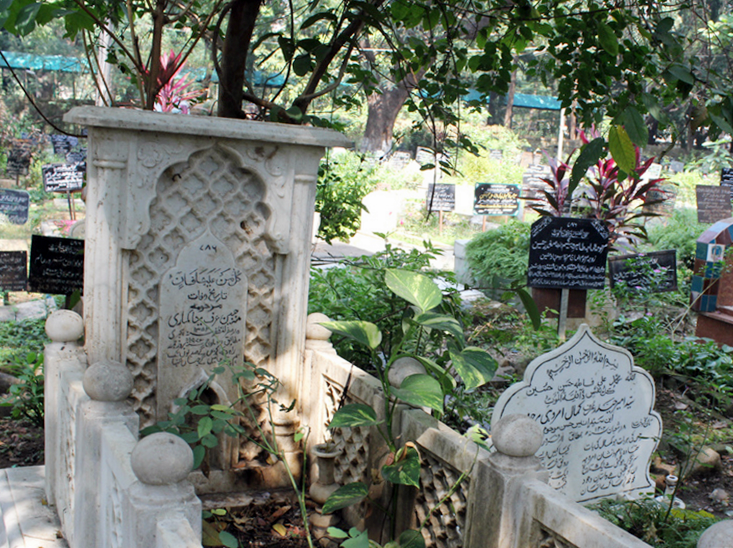
Могила Мины Кумари

Скончалась в Бомбее 31 марта 1972 года в возрасте 39 лет от цирроза печени. По желанию мужа, она была похоронена на кладбище Рехматабад в Мумбаи. 
На её надгробии была написана фраза «Она закончила жизнь со сломанной скрипкой, с разбитой песней, с разбитым сердцем, но без единого сожаления». Камал Амрохи после своей смерти в 1993 году был похоронен рядом с ней.

## Избранная фильмография
- 1951 — Волшебная лампа Аладдина / Hanumaan Pataal Vijay
- 1952 — Байджу Бавра / Baiju Bawra — Гаури, дочь лодочника
- 1953 — Замужняя / Parineeta — Лалита
- 1953 — Два бигха земли / Do Bigha Zamin — тхакураин (помещица, госпожа, хозяйка)
- 1953 — Тропа / Foot Path — Мала
- 1955 — Азад / Azaad — Шобха
- 1957 — Шарада / Sharada — Шарада Рам Чаран
- 1959 — Собственный ребёнок / Chirag Kahan Roshni Kahan — Ратна
- 1959 — Четыре дороги / Char Dil Char Raahein — Шавли
- 1962 — Аарти / Aarti — врач Аарти Гупта
- 1962 — Господин, госпожа и слуга / Sahib Bibi Aur Ghulam — Джоти Баху
- 1964 — Беназир / Benazir — Беназир
- 1964 — Песня любви / Gazal — Нааз Ара Бегум
- 1965 — Тени / Kaajal — Мадхави
- 1965 — Пурнима / Purnima — Пурнима
- 1966 — Цветок и камень / Phool Aur Patthar — Шанти Деви
- 1967 — Младшая невестка / Majhli Didi — Хема
- 1970 — Ответный ход / Jawab — Видья
- 1971 — Бандит / Dushmun — Малти
- 1971 — Ищу тебя / Mere Apne — Ананди Деви / Ааджи
- 1972 — Куртизанка / Pakeezah — Наргис / Сахибан
- 1972 — Дар Гомати / Gomti Ke Kinare — Ганга

## Награды и номинации

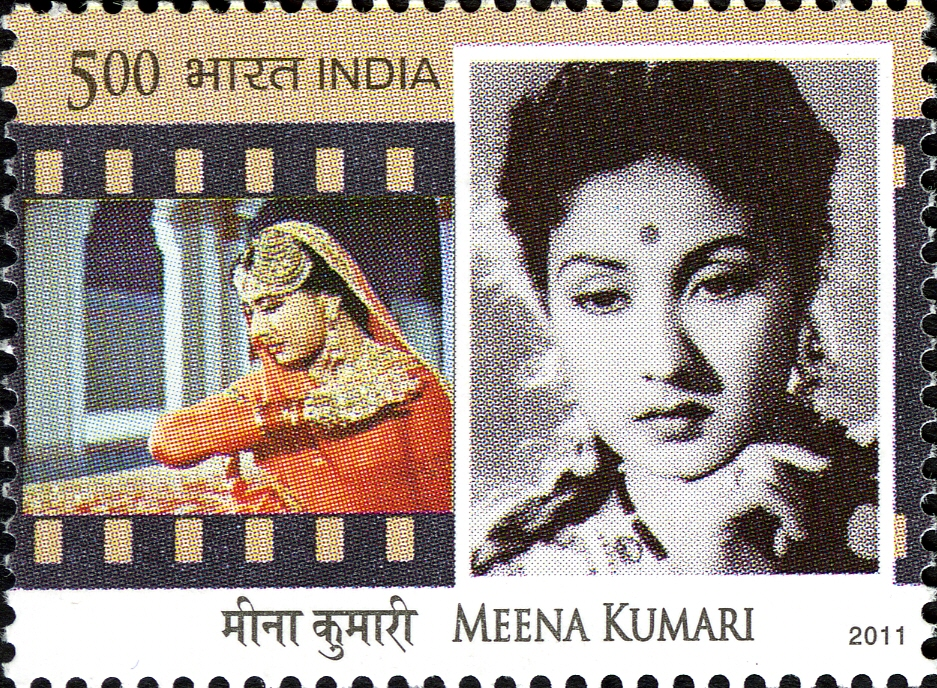
Мина Кумари на почтовой марке 2011 года

### Filmfare Award за лучшую женскую роль
Победитель (4):
- 1954 — «Байджу Бавра»[7][8]
- 1955 — «Замужняя»[7]
- 1963 — «Господин, госпожа и слуга»[7][8]
- 1966 — «Тени»[7][8]

Номинации (8):
- 1956 — «Азад»
- 1959 — Sahara
- 1960 — Chirag Kahan Roshni Kahan
- 1963 — «Аарти»[8]
- 1963 — Main Chup Rahungi[8]
- 1964 — Dil Ek Mandir[8]
- 1967 — «Цветок и камень»[8]
- 1973 — «Куртизанка» (посмертная номинация)

### Премия бенгальской ассоциации киножурналистов
(англ. Bengal Film Journalists' Association Awards) в категории «Лучшая актриса»
- 1963 — «Аарти»
- 1965 — Dil Ek Mandir
- Специальный приз: «Куртизанка»